# Monaster św. Mikołaja w Turowie
Monaster św. Mikołaja – prawosławny męski klasztor w Turowie, założony w I połowie XII w.

## Historia
Monaster św. Mikołaja w Turowie został założony w I połowie XII w.; musiał istnieć ok. 1123, gdy wstąpił do niego, jako nastolatek, przyszły święty Cyryl Turowski. Był to klasztor idiorytmiczny, w którym każdy mnich posiadał własną odzież i rzeczy osobiste, samodzielnie spożywał posiłki i mógł dysponować posiadanymi pieniędzmi. Jedynie w czasie nabożeństw gromadziła się cała wspólnota. Gdy przełożonym monasteru został Cyryl Turowski (co nastąpiło przed 1158), na mocy jego decyzji monaster zmienił regułę na cenobityczną, studycką.